# 桓仁镇
桓仁镇，位于中国辽宁省东部，是本溪市桓仁满族自治县下轄的一個鎮，下轄19个行政村，138个居民组，人口39,052人，面積339平方公里，桓仁鎮的城牆，是中国现存最完整的一座“八卦城”。

## 行政区划
桥头溪乡下辖以下地区：
通天村、曲柳川村、凤鸣村、刘家沟村、泡子沿村、东关村、西关村、平原城村、虎泉村、六河村、四道河村、大甸子村、五道河子村、北江工业园区社区和西江物流园区社区。